# Hayman-Harlekinflughund
Der Hayman-Harlekinflughund (Scotonycteris occidentalis) ist ein in Westafrika verbreitetes Fledertier in der Familie der Flughunde. Die Population galt längere Zeit als Unterart des Zenker-Harlekinflughundes (Scotonycteris zenkeri). Nach einer genetischen Studie von 2015 ist sie als Art anerkannt.

## Merkmale
Ausgewachsene Exemplare entsprechen in ihrer Statur anderen Harlekinflughunden und erreichen eine Kopf-Rumpf-Länge von 65 bis 85 mm, eine Unterarmlänge von 47 bis 55 mm und ein Gewicht von 16 bis 22 g. Ein Schwanz fehlt, die Hinterfüße sind 11 bis 14 mm lang und die Länge der Ohren beträgt 12 bis 17 mm. Oberseits ist rotbraunes bis dunkelbraunes Fell mit unregelmäßig verteilten hellen Flecken vorhanden. Die Unterseite trägt hellgraue bis weiße Haare. Weitere Kennzeichen sind teilweise weiße Lippen, große dunkelbraune Augen, nackte abgerundete Ohren und olivbraune bis dunkelbraune Flughäute. Verglichen mit dem Zenker-Harlekinflughund sind die Zähne weniger robust.

## Verbreitung
Das Verbreitungsgebiet ist ein breiter Streifen entlang des Golfes von Guinea, der sich von Liberia und Guinea bis Nigeria erstreckt. Aus Togo und Benin gibt es jedoch keine dokumentierten Funde. Dieser Flughund lebt im Flach- und Bergland bis 1000 Meter Höhe. Die Individuen leben in unterschiedlichen tropischen Wäldern und besuchen Waldränder sowie kleinere Baumgruppen. Die meisten Funde stammen aus ursprünglichen Wäldern.

## Lebensweise
Die einzeln ruhenden Exemplare sind vorwiegend zwischen 21 und 23 Uhr aktiv, sowie ein weiteres Mal zwischen 2 und 4 Uhr. Die Reviere sind soweit bekannt recht klein. Der  Hayman-Harlekinflughund frisst verschiedene Früchte, die in Bodennähe oder in den Baumkronen gepflückt werden. Zwischen Juni und September besteht die Nahrung überwiegend aus Früchten der Gattung Nachtschatten. In Gefangenschaft gehaltene Individuen fraßen in einer Nacht Nahrung, die ihrem eigenen Gewicht entsprach. Trächtige Weibchen sind aus den Monaten Januar und Februar sowie aus der Zeit zwischen Juli und Oktober bekannt. Ein Wurf enthält ein Neugeborenes.

## Gefährdung
Vermutlich wirken sich Waldrodungen regional negativ aus. Die genaue Größe der Gesamtpopulation ist nicht bekannt, doch sie ist schätzungsweise zahlreich. Die IUCN listet die Art als nicht gefährdet (least concern).